# Olmeda de Cobeta
Olmeda de Cobeta è un comune spagnolo di 73 abitanti situato nella comunità autonoma di Castiglia-La Mancia.
Il principale edificio è il Monastero di Santa Maria di Buenafuente del Sistal presso la località di La Buenafuente del Sistal.